# Лешница (община Поградец)
Вижте пояснителната страница за други значения на Лешница.
Лешница (на албански: Leshnicë или Leshnica) е село в Албания, в община Поградец, област Корча.

## География
Селото е разположено южно от Охридското езеро, до границата със Северна Македония, на 7 km югоизточно от Поградец на река Чърава. Селото се намира на 851 m надморска височина.

## История
Селото се споменава в османски дефтер от 1530 година под името Лешница, хас на Касъм паша, с 1 хане мюсюлмани, 1 ерген мюсюлманин, 69 ханета гяури и 6 ергени гяури.
Според Васил Кънчов („Македония. Етнография и статистика“) в XIX век Лешница е албанско мюсюлманско село в Старовска каза на Османската империя.
До 2015 година селото е част от община Чърава.